# Џојс (Ајова)
Џојс (енгл. Joice) град је у америчкој савезној држави Ајова. По попису становништва из 2010. у њему је живело 222 становника.

## Демографија
Према попису становништва из 2010. у граду је живело 222 становника, што је -9 (-3.9%) становника више него 2000. године.
| Група             | 2000.       | 2010.       |
| Белци             | 228 (98,7%) | 215 (96,8%) |
| Афроамериканци    | 0 (0,0%)    | 0 (0,0%)    |
| Азијати           | 0 (0,0%)    | 0 (0,0%)    |
| Хиспаноамериканци | 3 (1,3%)    | 0 (0,0%)    |
| Укупно            | 231         | 222         |